# اسلام‌آباد (خلیفه، گوهرکوه)
اسلام‌آباد (تفتان) یک منطقهٔ مسکونی در ایران است که در بخش گوهرکوه شهرستان تفتان واقع شده‌است.